# Phora incisurata
Phora incisurata är en tvåvingeart som beskrevs av Goto 1985. Phora incisurata ingår i släktet Phora och familjen puckelflugor. Inga underarter finns listade i Catalogue of Life.